# Велупіллаї Прабхакаран
Велупіллаї Прабхакаран (там. வேலுப்பிள்ளை பிரபாகரன்; 26 листопада 1954 — 18 травня 2009) — тамільський націоналістичний політик, засновник і лідер воєнізованої сепаратистської організації «Тигри визволення Таміл-Іламу» (ТВТІ), яка вела збройну боротьбу за створення незалежної тамільської держави на частині території Шрі-Ланки.

## Біографія
Про особу Прабхакарана відомо вкрай небагато; він дуже рідко давав інтерв'ю журналістам і провів лише одну велику прес-конференцію (у 2002 році). Він народився в місті Вельветтітхураї на півночі Шрі-Ланки і був четвертою дитиною в сім'ї. З юності був одержимий ідеєю створення держави Тамілів. У віці 18 років (1972 рік) організував угруповання «Нові тамільські тигри», чотири роки потому перейменовану в «Тигри визволення Таміл-Іламу» (ТВТІ). У 1975 році Прабхакаран вбив мера міста Джафна Альфреда Дураіаппаха (Alfred Duraiappah). З 1983 року ТВТІ вели збройну боротьбу проти уряду Шрі-Ланки, що тривала до 2009 року.
Розшукувався Інтерполом. На Шрі-Ланці він був засуджений до 200 років в'язниці за звинуваченням в організації терористичних акцій, а в Індії — до страти за участь в організації вбивства Раджива Ганді.

## Сім'я
Прабхакаран був одружений з 1984 року, мав двох синів — Чарльз Ентоні (1989—2009) (убитий в бою), Балачандран (1997—2009) (узятий в полон і розстріляний солдатами армії Шрі-Ланки) і дочку Дуварагу (1986—2009) (убита солдатами армії Шрі-Ланки при спробі здатися в полон).

## Смерть
17 травня 2009 року Прабхакаран заявив про те, що під його командуванням залишається не менше 2 тисяч партизан ТВТІ. Цим виступом він фактично спростував чутки про свою загибель.
За повідомленням командування військ Шрі-Ланки, Прабхакаран був убитий 18 травня 2009 року при спробі вирватися з оточення. Наступного дня його тіло було знайдено і впізнано. Спочатку партизани ТВТІ спростували повідомлення про загибель свого лідера, заявивши, що «він живий і перебуває в безпечному місці», але незабаром змушені були визнати його загибель.